# خوسيه دي كوردوبا إي راموس
خوسيه دي كوردوبا إي راموس (بالإسبانية: José de Córdova y Ramos)‏ هو مستكشف إسباني، ولد في 26 سبتمبر 1732 في أوتررا في إسبانيا، وتوفي في 3 أبريل 1815 في قادس في إسبانيا.